# Yasuhiro Okuyama
Yasuhiro Okuyama (奥山 泰裕 Okuyama Yasuhiro?), född 21 november 1985 i Miyagi prefektur, är en japansk fotbollsspelare.
Okuyama började sin karriär 2008 i JEF United Chiba. 2009 flyttade han till Gainare Tottori. Han spelade 142 ligamatcher för klubben. Efter Gainare Tottori spelade han för ReinMeer Aomori. Han avslutade karriären 2019.